# Mary Scheer
Mary Scheer (Detroit (Michigan), 19 maart 1963) is een Amerikaanse actrice.
Haar acteerdebuut dateert van 1988. Ze verwierf bekendheid als een van de originele leden van de rolbezetting van het komisch sketchprogramma MADtv. Ze speelde in vele Amerikaanse tv-series gastrollen en ondersteunende rollen.
Scheer vertolkte van 2007 tot en met 2012 de rol van Marissa Benson in de kinderserie iCarly. Scheer hernam deze rol van 2021 tot en met 2023 in de vernieuwde iCarly voor volwassenen op streamingdienst Paramount+.
Van 2015 tot en met 2017 vertolkte Scheer de rol van Gladys in de Disney Channel-serie Bunk'd.
Daarnaast hoorde het Engelstalig publiek haar stem in de originele versie van de televisieserie De Pinguïns van Madagascar, waarvoor ze de stem van Alice, de verzorgster van de dierentuin, insprak. Alice is een personage dat in de oorspronkelijke film Madagascar niet voorkwam.
- Gemeinsame Normdatei: 120829900X
- International Standard Name Identifier: 0000 0003 6094 2537
- Library of Congress Control Number: no2011190954
- Virtual International Authority File: 220854567
- WorldCat: E39PBJvXfyWFrCdHQCfTdwKcfq